# Rhipidura dahli
Rhipidura dahli là một loài chim trong họ Rhipiduridae.